# Бессменный сенатор
Бессме́нный сена́тор (фр. sénateur inamovible), также пожизненный сенатор, — во Франции периода третьей республики звание четверти членов Сената, избранных по закону от 24 февраля 1875 года, определявшему состав Сената из 225 сенаторов от департаментов и 75 бессменных сенаторов, избиравшихся пожизненно. Первые бессменные сенаторы выбирались из числа членов Национального собрания.
Последовавший конституционный закон от 10 декабря 1884 года уничтожил пожизненное избрание, позволив однако уже избранным бессменным сенаторам занимать должность до самой смерти. Последний из них — Эмиль де Марсер — умер в 1918 году. В общей сложности было 116 бессменных сенаторов.

## Список бессменных сенаторов
- Эдмон Адан[фр.], с 1875 по 1877
- Аллу, Эдуард, с 1882 по 1888
- Одиффре-Паскье, Гастон, с 1875 по 1905
- Орель де Паладин, Луи д’, с 1875 по 1877
- Монталиве, Камиль де, с 1879 по 1880
- Пьер Бараньон[фр.], с 1878 по 1892
- Барду, Аженор, с 1882 по 1897
- Барро, Фердинанд[фр.], с 1877 по 1883
- Бартелеми-Сент-Илер, Жюль, с 1875 по 1895
- Жан-Дидье Баз[фр.], с 1875 по 1881
- Рене Беранже[фр.], с 1875 по 1915
- Шарль-Альфред Берто[фр.], с 1875 по 1882
- Бертло, Марселен, с 1881 по 1907
- Бийо, Жан-Батист, с 1875 по 1907
- Брока, Поль, с février по juillet 1880
- Люсьен Брюн[фр.], с 1877 по 1898
- Бюффе, Луи, с 1876 по 1898
- Марк-Антуан Кальмон[фр.], с 1875 по 1890
- Эрман-Луи-Бернар-Эрнест де Калуэн де Тревиль[фр.], с 1875 по 1886
- Кампенон, Жан Батист Мари Эдуар, с 1883 по 1891
- Жозеф де Карайон-Латур[фр.], с 1878 по 1886
- Карно, Ипполит Лазар, с 1875 по 1888
- Казимир-Перье, Огюст, с 1875 по 1876
- Казо, Теодор Жозеф Жюль, с 1875 по 1912
- Шабо-Латур, Франсуа, с 1877 по 1885
- Бертран де Шаброн[фр.], с 1875 по 1889
- Поль де Шадуа[фр.], с 1875 по 1900
- Шангарнье, Николя, с 1875 по 1877
- Шанзи, Альфред, с 1875 по 1883
- Шаретон, Жан-Жозеф, с 1875 по 1878
- Пьер-Шарль Шенелонг[фр.] , с 1876 по 1899
- Кламажеран, Жан-Жюль, с 1882 по 1876
- Ипполит Клерель де Токвиль[фр.], с 1875 по 1877
- Клод Антим Корбон[фр.], с 1875 по 1891
- Альфонс Кордье[фр.], с 1875 по 1897
- Иасент Корн[фр.], с 1875 по 1887
- Ипполит де Корнюлье-Люсиньер[фр.], с 1875 по 1886
- Курто де Сиссе, Эрнст Луи Октав, с 1875 по 1882
- Кремьё, Адольф, с 1875 по 1880
- Эрнест Денорманди[фр.], с 1875 по 1902
- Эмиль Дешанель[фр.], с 1881 по 1904
- Анри-Габриэль Дидье[фр.], с 1881 по 1891
- Шарль Дьец-Моннен[фр.], с 1882 по 1896
- Гийом-Фердинанд де Дуэ[фр.], с 1875 по 1884
- Дюклерк, Шарль, с 1875 по 1888
- Дюфор, Жюль-Арман, с 1876 по 1881
- Жан-Батист Дюмон[фр.], с 1875 по 1900
- Дюпанлу, Феликс-Антон, с 1875 по 1878
- Лом, Дюпюи де, с 1877 по 1885
- Фарр, Жан Жозеф Фредерик Альбер, с 1880 по 1887
- Поль Фубер[фр.], с 1875 по 1885
- Эмиль Фуркан[фр.], с 1875 по 1881
- Фуришон, Мартин, с 1875 по 1884
- Шарль Виктор Фребо[фр.], с 1875 по 1888
- Луи-Мадлен-Клер-Ипполит Гольтье де Рюмийи[фр.], с 1875 по 1884
- Эжен Гуэн[фр.], с 1875 по 1909
- Мишель Гранперре[фр.], с 1877 по 1890
- Анри Греффюль[фр.], с 1877 по 1879
- Анри Греслей[фр.], с 1879 по 1890
- Альбер Греви[фр.], с 1880 по 1899
- Лавернь, Леонс Гийо, с 1875 по 1880
- Оссонвиль, Жозеф д’, с 1878 по 1884
- Гюстав Юмбер[фр.], с 1875 по 1894
- Жорегиберри, Жан-Бернар, с 1879 по 1887
- Жорес, Констан Луи Жан Бенжамен, с 1875 по 1889
- Шарль Кольб-Бернар[фр.], с 1875 по 1888
- Кранц, Жан-Батист, с 1875 по 1899
- Лаланн, Леон Луи, с 1883 по 1892
- Пьер Ланфре, с 1875 по 1877
- Шарль де Ларси[фр.], с 1877 по 1882
- Жюль де Ластери[фр.], с 1875 по 1883
- Леон Лоран-Пиша[фр.], с 1875 по 1886
- Лабулэ, Эдуар Рене Лефевр де, с 1875 по 1883
- Виктор Лефранк[фр.], с 1881 по 1883
- Лемуан, Жон Маргерит Эмиль, с 1880 по 1892
- Альфонс Лепти[фр.], с 1875 по 1877
- Филипп Ле Руайе[фр.], с 1875 по 1897
- Шарль Летелье-Валазе[фр.], с 1875 по 1876
- Литтре, Поль-Максимильен-Эмиль, с 1875 по 1881
- Ипполит-Луи де Лоржериль[фр.], с 1875 по 1888
- Виктор Люро[фр.], с 1875 по 1903
- Масе, Жан, с 1883 по 1894
- Маньен, Жозеф, с 1875 по 1910
- Гийом де Мальвиль[фр.], с 1875 по 1889
- Леон де Мальвиль[фр.], с 1875 по 1879
- Марсер, Эмиль де, с 1884 по 1918
- Луи Мартель[фр.], с 1875 по 1892
- Луи де Монтеньяк де Шованс[фр.], с 1875 по 1891
- Поль Морен[фр.], с 1875 по 1879
- Оскар дю Мотье де ла Файет[фр.], с 1875 по 1881
- Жюль Пайо[фр.], с 1875 по 1898
- Поль де Паскье де Франкльё[фр.], с 1875 по 1877
- Пельтан, Эжен, с juin по décembre 1884
- Александр Перон[фр.], с 1884 по 1892
- Эрнест Пикар[фр.], с 1875 по 1877
- Эрнест Пуактевен де ла Рошет[фр.], с 1875 по 1876
- Потюо, Луи Пьер Алексис, с 1875 по 1882
- Жермен Рампон[фр.], с 1875 по 1888
- Огюстен-Шарль Ренуар[фр.], с 1876 по 1878
- Амабль Рикар[фр.], с mars по mai 1876
- Эдуар Рожер дю Нор[фр.], с 1875 по 1881
- Эрве де Сеси де Керампюль[фр.] , с 1875 по 1904
- Эдмон Шерер[фр.], с 1875 по 1889
- Шерер-Кестнер, Огюст, с 1875 по 1899
- Шельшер, Виктор, с 1875 по 1893
- Симон, Жюль, с 1875 по 1896
- Ашиль Тестелен[фр.], с 1875 по 1891
- Антуан Тери[фр.], с 1875 по 1896
- Тирар, Пьер Эмманюэль, с 1883 по 1893
- Луи Трибер[фр.], с 1875 по 1899
- Оскар де Валле[фр.], с 1878 по 1892
- Этьен де Вуазен-Лаверньер[фр.], с 1881 по 1898
- Валлон, Анри, с 1875 по 1904
- Луи Воловски[фр.], с 1875 по 1876
- Вюрц, Шарль Адольф, с 1881 по 1884